# Saccostomus mearnsi
Saccostomus mearnsi là một loài động vật có vú trong họ Nesomyidae, bộ Gặm nhấm. Loài này được Heller mô tả năm 1910.